# Edificio Sonangol
El Edificio Sonangol (en portugués: Edifício Sonangol) es una torre de oficinas posmoderna de 22 pisos en la capital del país africano de Angola, la ciudad de Luanda, que es un símbolo emblemático en la reconstrucción de Luanda, tras 27 años de guerra civil. Es la sede de la empresa petrolera estatal Sonangol. Está reforzada con acero y hormigón y cubierta de vidrio, se trata de un edificio de gran altura cuya construcción comenzó a finales de 2004 y se inauguró oficialmente en junio de 2008 con 95,5 metros en borde del techo, siendo actualmente el edificio más alto de Angola. El diseño estuvo a cargo de un estudio de arquitectura de Corea del Sur. La construcción estuvo en manos de la empresa portuguesa Soares da Costa. Se encuentra en la Rúa Rainha Ginga, en el barrio de Baixa de Luanda. Los costos de construcción ascendieron a aproximadamente 90 millones de dólares. 